# Nodaria flavifusca
Nodaria flavifusca är en fjärilsart som beskrevs av George Francis Hampson. Nodaria flavifusca ingår i släktet Nodaria och familjen nattflyn. Inga underarter finns listade i Catalogue of Life.